# Club Almirante Brown
Der Club Almirante Brown ist ein argentinischer Fußballverein aus Buenos Aires. Der Klub spielte in der Saison 2024 in der Nacional B, der zweithöchsten Spielklasse im argentinischen Fußball.

## Geschichte
Der Club Almirante Brown wurde am 17. Januar 1922 als Centro Atlético y Recreativo Almirante Brown gegründet. Der Verein spielte in der Nacional B von 1986–87 bis 1997–98 und erreichte in der Saison 1991/1992 mit einem zweiten Saisonplatz sein bestes tabellarisches Ergebnis überhaupt. In den Play-offs musste sich die Mannschaft jedoch San Martin geschlagen geben und hat bisher noch nie in der ersten Liga gespielt.
Im Mai 2007 wurde Almirante Brown Sieger der Primera B Metropolitana Clausura, der dritten argentinischen Liga, und konnte im Finale den Club Atlético Estudiantes schlagen. Da es jedoch zu massiven Ausschreitungen während des Spieltages kam, wurde der Verein nach dem Aufstieg mit 18 Minuspunkten für die Nacional B belegt.

## Stadion
Der Club Almirante Brown spielt im Estadio Fragata Presidente Sarmiento, Buenos Aires, welches Platz für 18.000 Zuschauer bietet.

## Berühmte Spieler
- Fabián Basualdo (1998–1999)
- Marcelino Galoppo (1999–2000)
- Pedro Alexis Canelo (2012–2014)
- Leonardo Matías Heredia (2014–2017)
- Eduardo Daniel Bazan Vera (1993–1995, 2000–2001, 2004, 2009–2011)

## Erfolge
- Meister Tercera de Ascenso (Primera D) (1): 1956
- Meister Primera C (1): 1965
- Meister Primera B Metropolitana (1): Clausura 2007